# Георгенберг (Нойштадт)
Георгенберг (нім. Georgenberg) — громада в Німеччині, розташована в землі Баварія. Підпорядковується адміністративному округу Верхній Пфальц. Входить до складу району Нойштадт-ан-дер-Вальднааб. Складова частина об'єднання громад Плайштайн.
Площа — 33,43 км2. Населення становить 1307 ос. (станом на 31 грудня 2020).